# Lliga espanyola d'hoquei sobre herba masculina
|  | Aquest article és sobre la competició masculina. Per a la competició femenina, vegeu Lliga espanyola d'hoquei sobre herba femenina |

La Lliga espanyola d'hoquei herba masculina, anomenada Divisió d'Honor masculina A (en castellà: División de Honor Masculina A) és una competició esportiva de clubs espanyols d'hoquei herba. La competició està organitzada per la Federació Espanyola d'Hoquei. Es disputa en dues fases: una primera en sistema de tots contra tots i una fase final en format de play-offs on hi participen els vuits primers classificats, que determina el campió de la competició. La competició s'inicià la temporada 1957-58, amb un parèntesi entre 1961 i 1969, recuperant-se la temporada 1969-70.
Els dominadors de la competició són els equips catalans que han guanyat totes les edicions excepte la temporada 1959-60 i les dues edicions guanyades pel Club de Campo els darrers anys (2021 i 2023). L'Atlètic Terrassa Hockey Club és l'equip amb més títols de la competició amb vint-i-dos títols, seguit del Reial Club de Polo i Club Egara, amb quinze cascun.

## Clubs participants
L'edició LVII de la Divisió d'Honor masculina hi participen dotze equips:
- Atlètic Terrassa HC
- FC Barcelona
- Club de Campo
- Club Egara
- RC Jolaseta
- Júnior FC
- RC Polo
- RS Tenis
- Sanse Complutense
- Sardinero HC
- UD Taburiente
- CD Terrassa

## Historial
| En negreta = Equip guanyador (pro.) = Pròrroga (so.) = Shoot-out (1) = Nombre de campionats |

| Edició                          | Temporada | Data                                                            | Campió                                                          | Resultat                                                        | Subcampió                                                       | Seu                                                             | refs         |
| ------------------------------- | --------- | --------------------------------------------------------------- | --------------------------------------------------------------- | --------------------------------------------------------------- | --------------------------------------------------------------- | --------------------------------------------------------------- | ------------ |
| I                               | 1957-58   |                                                                 | RC Polo (1)                                                     | lligueta                                                        | Club de Campo                                                   |                                                                 | [ 3 ]        |
| II                              | 1958-59   |                                                                 | RC Polo (2)                                                     | lligueta                                                        | Gaviria HC                                                      |                                                                 | [ 3 ]        |
| III                             | 1959-60   |                                                                 | Gaviria HC (1)                                                  | lligueta                                                        | RC Polo                                                         |                                                                 |              |
| no es disputà entre 1961 i 1969 |           |                                                                 |                                                                 |                                                                 |                                                                 |                                                                 |              |
| IV                              | 1969-70   | N/D                                                             | RC Polo (3)                                                     | lligueta                                                        | RC Jolaseta                                                     |                                                                 | [ 3 ] [ 4 ]  |
| V                               | 1970-71   |                                                                 | Club Egara (1)                                                  |                                                                 | RC Polo                                                         |                                                                 | [ 5 ]        |
| VI                              | 1971-72   |                                                                 | Club Egara (2)                                                  | lligueta                                                        | RC Polo                                                         |                                                                 | [ 5 ] [ 6 ]  |
| VII                             | 1972-73   |                                                                 | Club Egara (3)                                                  |                                                                 | RC Polo                                                         |                                                                 | [ 5 ]        |
| VIII                            | 1973-74   |                                                                 | Club Egara (4)                                                  |                                                                 | RC Polo                                                         |                                                                 | [ 5 ]        |
| IX                              | 1974-75   |                                                                 | Club Egara (5)                                                  |                                                                 | RC Polo                                                         |                                                                 | [ 5 ]        |
| X                               | 1975-76   |                                                                 | CD Terrassa (1)                                                 | lligueta                                                        | RC Polo                                                         |                                                                 | [ 5 ] [ 7 ]  |
| XI                              | 1976-77   |                                                                 | RC Polo (4)                                                     | lligueta                                                        | Club Egara                                                      |                                                                 | [ 3 ]        |
| XII                             | 1977-78   |                                                                 | RC Polo (5)                                                     | lligueta                                                        | Club Egara                                                      |                                                                 | [ 3 ]        |
| XIII                            | 1978-79   |                                                                 | Club Egara (6)                                                  | lligueta                                                        | RC Polo                                                         |                                                                 | [ 5 ]        |
| XIV                             | 1979-80   |                                                                 | RC Polo (6)                                                     | lligueta                                                        | Club Egara                                                      |                                                                 | [ 3 ]        |
| XV                              | 1980-81   |                                                                 | RC Polo (7)                                                     | lligueta                                                        | Club de Campo                                                   |                                                                 | [ 3 ]        |
| XVI                             | 1981-82   |                                                                 | RC Polo (8)                                                     | lligueta                                                        | Club de Campo                                                   |                                                                 | [ 8 ]        |
| XVII                            | 1982-83   |                                                                 | Atlètic Terrassa HC (1)                                         | lligueta                                                        | RC Polo                                                         |                                                                 | [ 9 ] [ 10 ] |
| XVIII                           | 1983-84   |                                                                 | Atlètic Terrassa HC (2)                                         | lligueta                                                        | Club de Campo                                                   |                                                                 | [ 9 ] [ 11 ] |
| XIX                             | 1984-85   |                                                                 | Atlètic Terrassa HC (3)                                         | lligueta                                                        | RC Polo                                                         |                                                                 | [ 9 ]        |
| XX                              | 1985-86   |                                                                 | Atlètic Terrassa HC (4)                                         | lligueta                                                        | Club de Campo                                                   |                                                                 | [ 9 ]        |
| XXI                             | 1986-87   |                                                                 | Atlètic Terrassa HC (5)                                         | lligueta                                                        | San Pablo Valdeluz                                              |                                                                 | [ 9 ]        |
| XXII                            | 1987-88   |                                                                 | Atlètic Terrassa HC (6)                                         | lligueta                                                        | RC Polo                                                         |                                                                 | [ 9 ]        |
| XXIII                           | 1988-89   |                                                                 | Atlètic Terrassa HC (7)                                         | lligueta                                                        | RC Polo                                                         |                                                                 | [ 9 ]        |
| XXIV                            | 1989-90   |                                                                 | Atlètic Terrassa HC (8)                                         | lligueta                                                        | RC Polo                                                         |                                                                 | [ 9 ]        |
| XXV                             | 1990-91   |                                                                 | Atlètic Terrassa HC (9)                                         | lligueta                                                        | Club Egara                                                      |                                                                 | [ 9 ]        |
| XXVI                            | 1991-92   |                                                                 | Club Egara (7)                                                  | lligueta                                                        | Atlètic Terrassa HC                                             |                                                                 | [ 5 ]        |
| XXVII                           | 1992-93   |                                                                 | Club Egara (8)                                                  | lligueta                                                        | Atlètic Terrassa HC                                             |                                                                 | [ 5 ]        |
| XXVIII                          | 1993-94   |                                                                 | Atlètic Terrassa HC (10)                                        | lligueta                                                        | Club Egara                                                      |                                                                 | [ 9 ]        |
| XXIX                            | 1993-95   |                                                                 | Atlètic Terrassa HC (11)                                        | lligueta                                                        | Club Egara                                                      |                                                                 | [ 9 ]        |
| XXX                             | 1995-96   |                                                                 | Club Egara (9)                                                  | lligueta                                                        | Atlètic Terrassa HC                                             |                                                                 | [ 5 ]        |
| XXXI                            | 1996-97   |                                                                 | Atlètic Terrassa HC (12)                                        | lligueta                                                        | Club Egara                                                      |                                                                 | [ 9 ]        |
| XXXII                           | 1997-98   |                                                                 | Club Egara (10)                                                 | lligueta                                                        | Atlètic Terrassa HC                                             |                                                                 | [ 5 ]        |
| XXXIII                          | 1998-99   |                                                                 | Club Egara (11)                                                 | lligueta                                                        | Atlètic Terrassa HC                                             |                                                                 | [ 5 ]        |
| XXXIV                           | 1999-00   |                                                                 | Club Egara (12)                                                 | lligueta                                                        | Atlètic Terrassa HC                                             |                                                                 | [ 5 ]        |
| XXXV                            | 2000-01   |                                                                 | Club Egara (13)                                                 | lligueta                                                        | Atlètic Terrassa HC                                             |                                                                 | [ 5 ]        |
| XXXVI                           | 2001-02   |                                                                 | RC Polo (9)                                                     | lligueta                                                        | Atlètic Terrassa HC                                             |                                                                 | [ 3 ]        |
| XXXVII                          | 2002-03   | N/D                                                             | RC Polo (10)                                                    | 1-1                                                             | Club Egara                                                      | Final en format de play-offs                                    | [ 12 ]       |
| XXXVIII                         | 2003-04   | N/D                                                             | Atlètic Terrassa HC (13)                                        | 2-0                                                             | Club Egara                                                      | Final en format de play-offs                                    | [ 13 ]       |
| XXXIX                           | 2004-05   | N/D                                                             | Atlètic Terrassa HC (14)                                        | 2-1                                                             | RC Polo                                                         | Final en format de play-offs                                    | [ 14 ]       |
| XL                              | 2005-06   | N/D                                                             | Atlètic Terrassa HC (15)                                        | 2-0                                                             | Club Egara                                                      | Final en format de play-offs                                    | [ 15 ]       |
| XLI                             | 2006-07   | N/D                                                             | Atlètic Terrassa HC (16)                                        | 2-0                                                             | RC Polo                                                         | Final en format de play-offs                                    | [ 16 ]       |
| XLII                            | 2007-08   | N/D                                                             | RC Polo (11)                                                    | 2-0                                                             | Atlètic Terrassa HC                                             | Final en format de play-offs                                    | [ 17 ]       |
| XLIII                           | 2008-09   | N/D                                                             | Atlètic Terrassa HC (17)                                        | 2-1                                                             | RC Polo                                                         | Final en format de play-offs                                    | [ 18 ]       |
| XLIV                            | 2009-10   | N/D                                                             | Atlètic Terrassa HC (18)                                        | 2-0                                                             | Club de Campo                                                   | Final en format de play-offs                                    | [ 9 ] [ 19 ] |
| XLV                             | 2010-11   | N/D                                                             | Atlètic Terrassa HC (19)                                        |                                                                 | Club de Campo                                                   |                                                                 | [ 9 ]        |
| XLVI                            | 2011-12   |                                                                 | Atlètic Terrassa HC (20)                                        |                                                                 | RC Polo                                                         |                                                                 | [ 9 ]        |
| XLVII                           | 2012-13   | 12-05-2013                                                      | RC Polo (12)                                                    | 4-1                                                             | Club de Campo                                                   | Camp Eduardo Dualde, Barcelona                                  | [ 20 ]       |
| XLVIII                          | 2013-14   | 04-05-2014                                                      | RC Polo (13)                                                    | 1-1 (4-3, so.)                                                  | Club Egara                                                      | Camp Eduardo Dualde, Barcelona                                  | [ 21 ]       |
| XLIX                            | 2014-15   | 03-05-2015                                                      | RC Polo (14)                                                    | 1-1 (4-3, so.)                                                  | Club Egara                                                      | Camp Pla del Bonaire, Terrassa                                  | [ 22 ]       |
| L                               | 2015-16   | 29-05-2016                                                      | Club Egara (14)                                                 | 2-2 (5-4, so.)                                                  | RC Polo                                                         | Club de Campo Villa de Madrid                                   | [ 23 ]       |
| LI                              | 2016-17   | 14-05-2017                                                      | Atlètic Terrassa HC (21)                                        | 2-1                                                             | Club Egara                                                      | Camp de Can Salas, Terrassa                                     | [ 24 ]       |
| LII                             | 2017-18   | 03-06-2018                                                      | RC Polo (15)                                                    | 2-2 (3-1, so.)                                                  | Júnior FC                                                       | Camp Eduardo Dualde, Barcelona                                  | [ 25 ]       |
| LIII                            | 2018-19   | 19-05-2019                                                      | Club Egara (15)                                                 | 2-1                                                             | RC Polo                                                         | Camp Pla del Bonaire, Terrassa                                  | [ 26 ]       |
| LIV                             | 2019-20   | Competició suspesa degut al risc públic de contagi del COVID-19 | Competició suspesa degut al risc públic de contagi del COVID-19 | Competició suspesa degut al risc públic de contagi del COVID-19 | Competició suspesa degut al risc públic de contagi del COVID-19 | Competició suspesa degut al risc públic de contagi del COVID-19 | [ 27 ]       |
| LV                              | 2020-21   | 02-05-2021                                                      | Club de Campo (1)                                               | 6-3                                                             | Atlètic Terrassa HC                                             | Camp de Can Salas, Terrassa                                     | [ 28 ]       |
| LVI                             | 2021-22   | 08-05-2022                                                      | Atlètic Terrassa HC (22)                                        | 2-2 (6-5, so.)                                                  | RC Polo                                                         | Club de Campo Villa de Madrid                                   | [ 29 ]       |
| LVII                            | 2022-23   | 11-06-2023                                                      | Club de Campo (2)                                               | 3-2                                                             | RC Polo                                                         | Estadi Martí Colomer, Terrassa                                  | [ 30 ]       |
| LVIII                           | 2023-24   | 26-05-2024                                                      | Club de Campo (3)                                               | 2-1                                                             | RC Polo                                                         | Club de Campo Villa de Madrid                                   | [ 31 ]       |

## Palmarès
| Equip                           | Campió | Subcampió | Anys campió | Anys subcampió |
| ------------------------------- | ------ | --------- | --- | --- |
| Atlètic Terrassa Hockey Club    | 22     | 10        | 1982-83, 1983-84, 1984-85, 1985-86, 1986-87, 1987-88, 1988-89, 1989-90, 1990-91, 1993-94, 1994-95, 1996-97, 2003-04, 2004-05, 2005-06, 2006-07, 2008-09, 2009-10, 2010-11, 2011-12, 2016-17, 2021-22 | 1991-92, 1992-93, 1995-96, 1997-98, 1998-99, 1999-00, 2000-01, 2001-02, 2007-08, 2020-21 |
| Reial Club de Polo de Barcelona | 15     | 22        | 1957-58, 1958-59, 1969-70, 1976-77, 1977-78, 1979-80, 1980-81, 1981-82, 2001-02, 2002-03, 2007-08, 2012-13, 2013-14, 2014-15, 2017-18                                                                | 1959-60, 1970-71, 1971-72, 1972-73, 1973-74, 1974-75, 1975-76, 1978-79, 1982-83, 1984-85, 1987-88, 1988-89, 1989-90, 2004-05, 2006-07, 2008-09, 2011-12, 2015-16, 2018-19, 2021-22, 2022-23, 2023-24 |
| Club Egara                      | 15     | 13        | 1970-71, 1971-72, 1972-73, 1973-74, 1974-75, 1978-79, 1991-92, 1992-93, 1995-96, 1997-98, 1998-99, 1999-00, 2000-01, 2015-16, 2018-19                                                                | 1976-77, 1977-78, 1979-80, 1990-91, 1993-94, 1994-95, 1996-97, 2002-03, 2003-04, 2005-06, 2013-14, 2014-15, 2016-17                                                                                  |
| Club de Campo Villa de Madrid   | 3      | 8         | 2020-21, 2022-23, 2023-24 | 1957-58, 1980-81, 1981-82, 1983-84, 1985-86, 2009-10, 2010-11, 2012-13 |
| Gaviria Hockey Club             | 1      | 1         | 1959-60 | 1958-59 |
| C.D. Terrassa                   | 1      | 0         | 1975-76 | |
| Real Club Jolaseta              | 0      | 1         | ― | 1969-70 |
| San Pablo Valdeluz Complutense  | 0      | 1         | ― | 1986-87 |
| Júnior Futbol Club              | 0      | 1         | _ | 2017-18 |